# Shohreh Solati
Shohreh Solati (persisk: شهره صولتی; født Fatemeh Solati den 4. januar 1959 i Teheran) er en iransk sanger. Hun er blandt de mest aktive og produktive iranske kvindelige sangere. Efter den iranske revolution har hun fortsat sin musikkarriere uden for landet.
Hun er fraskilt med en datter og bor i Los Angeles, California.

## Diskografi
- 1975: Dokhtar-e-Mashreghi
- 1984: Telesm (med Shahram Shabpareh)
- 1985: Salam
- 1986: Yeki Yekdooneh (med Shahram Solati)
- 1987: Sheytoonak
- 1988: Mix
- 1989: Sedaye Paa
- 1990: Jaan Jaan
- 1990: Marmar (med Dariush, Ebi, og Farzin)
- 1991: Gereftar
- 1992: Khatereh 7 (med Moein)
- 1992: Sekeh Tala (med Masoud Fardmanesh)
- 1992: Joomeh Be Joomeh
- 1993: Ham Nafas
- 1993: Mehmoon (med Martik)
- 1993: Nemizaram Beri (med Shahram Solati og Hassan Sattar)
- 1994: Panjereha (med Shahram Solati)
- 1994: Zan
- 1996: Ghesseh Goo
- 1997: Shenidam
- 1998: Aksaasho Paareh Kardam
- 1999: Sayeh
- 2000: Hekayat 5 (med Masoud Fardmanesh)
- 2001: Atr
- 2002: Safar
- 2003: Pishooni
- 2004: Yaram Koo? (med Faramarz Aslani og Siavash Ghomeishi)
- 2005: Havas
- 2008/2009: Ashegham